# Aldrick Rosas
(en) Statistiques sur pro-football-reference
Aldrick Rosas (né le 30 décembre 1994) est un joueur de football américain évoluant au poste de kicker qui joue pour les Giants de New York de la National Football League (NFL). Il a été sélectionné pour le Pro Bowl pour la saison 2018 de la NFL.

## Jeunes années
Rosas grandit à Orland, en Californie, une ville agricole de 7 000 habitants située à 160 km au nord de Sacramento. Il commence à comme kicker à Orland High, mais est plus connu pour être un running back et un linebacker/ safety percutant.
La Californie du Nord est une région «sous-recrutée». Exemple: le quarterback des Packers, Aaron Rodgers, de Chico, passe une année dans un collège communautaire local avant d’obtenir une bourse d’études à l'université de Californie. Il n’est donc pas surprenant que Rosas n’ait aucune offre de bourse pour la Division 1.

## Carrière universitaire
Rosas joue au football universitaire pour les Raiders Southern Oregon University En 2014, il est victime d'une déchirure des ligaments croisés de sa jambe de frappe lors du match de championnat NAIA. Après avoir manqué la saison 2015, il s'est déclaré candidat à la draft 2016 de la NFL.
| Année                                  | Université                             | Conf                                   | Statut                                 | Pos                                    |     | MJ |     | PAT | PAT | PAT | Field goals | Field goals | Field goals | Pts    |      | Punting | Punting | Punting | Punting | Punting |
| Année                                  | Université                             | Conf                                   | Statut                                 | Pos                                    | PSM | MJ | PST | Pct | FGM | FGT | Pct         | KO          | Yds         | Pts    | Moy  | TB      | Ret     |         |         |         |
| *2014                                  | SOU                                    | NAIA                                   | SO                                     | K                                      | 11  | 0  | 0   | 0   | 9   | 11  | 81,8        | 37          | 88          | 5 467  | 62,1 | 47      | -       |         |         |         |
| *2015                                  | SOU                                    | NAIA                                   | JR                                     | K                                      | 15  | 0  | 0   | 0   | 16  | 21  | 76,1        | 48          | 115         | 7 175  | 62,4 | 76      | -       |         |         |         |
| Total (* y compris les matchs de Bowl) | Total (* y compris les matchs de Bowl) | Total (* y compris les matchs de Bowl) | Total (* y compris les matchs de Bowl) | Total (* y compris les matchs de Bowl) | 26  | 0  | 0   | 0   | 25  | 33  | 75,7        | 85          | 203         | 12 642 | 62,2 | 123     | -       |         |         |         |

## Carrière professionnelle

### Titans du Tennessee
Rosas a signé avec les Titans du Tennessee en tant qu'agent libre non drafté le 9 mai 2016. Le 2 septembre 2016, les Titans le libèrent. Il s'entraîne ensuite avec les Cowboys de Dallas et les Vikings du Minnesota, mais n’a finalement pas été signé cette saison.

### Giants de New York

#### Saison 2017
Le 19 janvier 2017, Rosas signe un contrat de deux ans d'une valeur de 1 020 000 dollars avec les Giants de New York,. Rosas est le seul kicker dans la formation des Giants après que l'ancien, Robbie Gould, ait signé un contrat de deux ans avec les 49ers de San Francisco, jusqu'à ce que le vétéran Mike Nugent signe un contrat avec l'équipe le 1er août 2017. Rosas obtient finalement le poste de kicker titulaire après la libération de Nugent lors des dernières suppressions.
Le 10 septembre 2017, lors du match d'ouverture de la saison des Giants, une défaite 19 à 3 contre les Cowboys de Dallas, Rosas marque son premier field goal en carrière dans la NFL, une tentative de 25 yards au troisième quart-temps. Avant le match, il a vu sa petite amie accoucher via FaceTime.
Rosas termine la saison avec un taux de conversion de field goals de 72% (31e dans la ligue) et un taux de conversion de PAT de 87% (dernier dans la ligue).

#### Saison 2018
Rosas conserve son poste de titulaire chez les Giants pour la saison 2018. Il améliore ses statistiques de la saison précédente en devenant une sélection du Pro Bowl 2019, convertissant 32 des 33 tentatives de field goal et 31 des 32 PAT. Son seul PAT raté survient lors de la victoire 40-16 contre les Redskins de Washington le 9 septembre. Il est nommé joueur de la semaine des équipes spéciales de la NFC pour sa performance contre les Bears de Chicago lors de la 13e semaine, convertissant trois field goals, dont un record de franchise des Giants de New York avec 57 yards et un autre de 44 yards en prolongation.
Le 18 décembre 2018, Rosas est nommé à son premier Pro Bowl et le 4 janvier 2019 dans la deuxième équipe All-Pro pour 2018.

#### Saison 2019
Le 7 mars 2019, les Giants ont signé un nouveau contrat avec Rosas à titre d'agent exclusif libre de droits.
En semaine 12, contre les Bears de Chicago, Rosas rate ses deux tentatives de field goal, à la suite de ratés du long snapper, Zak DeOssie.

## Statistiques
| Année  | Équipe             | MJ     |        | Field goals | Field goals | Field goals | Field goals |         | Extra Points | Extra Points | Extra Points |     | Kick off | Kick off | Kick off |
| Année  | Équipe             | MJ     | Tentés | Réussis     | %           | Long        | Tentés      | Réussis | %            | Tentés       | Moy.         | TB  |          |          |          |
| 2017   | Giants de New York | 16     | 25     | 18          | 72,0        | 52          | 23          | 20      | 87           | 62           | 60,6         | 26  |          |          |          |
| 2018   | Giants de New York | 16     | 33     | 32          | 97,0        | 57          | 32          | 31      | 96,9         | 85           | 61,0         | 51  |          |          |          |
| 2019   | Giants de New York | 16     | 17     | 12          | 70,6        | 45          | 39          | 35      | 89,7         | 71           | 62,4         | 50  |          |          |          |
| Totaux | Totaux             | Totaux | 75     | 62          | 82,7        | 57          | 94          | 86      | 91,5         | 218          | 61,4         | 127 |          |          |          |